# Daniel Bachmann
Daniel Bachmann, född 9 juli 1994, är en österrikisk fotbollsmålvakt som spelar för Watford.

## Karriär
Den 1 juli 2017 värvades Bachmann till Watford. Han ligadebuterade för klubben så sent som den 16 januari 2021 i en match mot Huddersfield Town, då klubben spelade i Championship. I juli 2023 skrev Bachmann på ett nytt femårskontrakt med klubben och blev utsedd till lagkapten.